# Tenuipalpus lycioides
Tenuipalpus lycioides är en spindeldjursart som beskrevs av Meyer 1979. Tenuipalpus lycioides ingår i släktet Tenuipalpus och familjen Tenuipalpidae. Inga underarter finns listade i Catalogue of Life.